# Pont de Vyssokogorski
Le pont de Vyssokogorski (en russe : Высокогорский мост, Vyssokogorski most) est un pont en treillis franchissant le fleuve sibérien de l'Ienisseï au sud de Lessossibirsk et de Vyssokogorski dans le kraï de Krasnoïarsk en Russie. Ouvert le 31 août 2023, il est le septième pont sur le fleuve, permettant de relier plus de 100 000 personnes au réseau routier russe.

## Histoire

### Raisons du projet
L'idée de construire le pont a fait son apparition afin de désenclaver la région. Auparavant, il y avait des ferries sur le fleuve mais seulement en été. Certes l'hiver permet la création d'une route de glace, mais au printemps avec la dérive des glaces et en automne avec la formation des glaces, l'exploitation des ferries était impossible, isolant les habitants de la rive droite de l'Ienisseï.
Le pont facilite le développement de l'exploitation des ressources naturelles riches de la rive droite du fleuve, que ce soit le bois, l'or ou la magnésite. À elle seule, la région de l'Ienisseï du Nord fournit 25 % de la production aurifère du pays. Avec l'ouverture du pont, un développement d'une usine du gisement Blagodatnoïe doit se faire, ainsi que le développement de gisements dans les régions de Noïbinskaïa et de Vedouguinski. Vyssokogorski (ru)
La rive qui est connectée avec ce pont abrite environ 100 000 personnes, avec 17 localités dont Vyssokogorski (ru).

### Conception
Le premier projet de construction de ponts a été développé en 2010, dans le cadre du programme fédéral pour le développement global de la région économique « Région du Bas Angara ». Cinq options de conception de pont ont été proposées. De plus, il était prévu de construire un pont dans une version combinée (route-ferroviaire), mais plus tard l'idée de combiner deux types de transport sur le pont a été abandonnée. La longueur du pont selon le projet choisi était de 1 195 mètres, la travée centrale était de 210 mètres.
En 2018, le pont a été inclus dans le Plan global de modernisation et d'expansion des principales infrastructures jusqu'en 2024, plus précisément dans le projet national « Des routes sûres et de qualité » (ru). Le contrat pour la construction du pont a été signé le 6 juillet 2020, et les travaux préparatoires ont commencé presque immédiatement. La cérémonie officielle de début de la construction a eu lieu le 28 octobre 2020.

### Travaux
Les travaux ont été compliqués en raison du fond du fleuve composé de rochers, du fleuve avec des courants rapides et des inondations deux fois par avec une montée des eaux de plus de six mètres. Les conditions météorologiques ont aussi impacté les travaux, à cause des importantes variations de températures. La structure et ses éléments ont été entièrement réalisés en Russie. La construction du pont a été réalisée par les entreprises Mostostroy-11 JSC et Transmost JSC. Plus de 1 000 personnes ont participé directement à la construction, et 2 000 autres de manière indirecte. Le pont a coûté plus de 7 milliards de roubles.
Le gros des travaux a débuté en 2021, et au début de l'été, des routes menant au pont ont été construites sur les deux rives. Une base de construction a été installée sur la rive gauche, ainsi qu'un pont provisoire sur la même rive jusqu'à la première future travée
À la mi-juillet 2022, l’installation était réalisée à au moins 57 %, avec 480 m déjà construits. Fin 2022, ce pourcentage est monté à 83 %.
À la mi-janvier 2023, la construction du pont en lui-même était terminée. Début septembre 2023, les travaux étaient terminés, y compris la création d'un rond-point pour l'entrée rive gauche du pont avec la route du Ienisseï, la pose de la chaussée et d'autres travaux.
Le 7 juillet 2023, 14 camions d'un poids total de 490 tonnes sont passés sur le pont pour le tester. À ce moment-là, il était prévu d'ouvrir le pont en décembre 2023.

### Ouverture
L'inauguration du pont a eu lieu le 31 août 2023. L'inauguration a eu lieu avec la présence par vidéoconférence du président de la fédération de Russie Vladimir Poutine et avec la présence du gouverneur par intérim du kraï de Krasnoïarsk M.M Kotioukov. L'ouverture à la circulation a eu lieu le 5 septembre 2023.
Plusieurs incidents ont eu lieu pendant la construction du pont, avec en automne 2021 cinq employés morts dans un véhicule percuté par un train alors qu'ils se rendaient au chantier. Un autre homme est mort en février 2023 dans un camp de rotation.
En plus du pont, des abords ont été créés, avec un contournement de 3,6 km du village de Vyssokogorski et un tronçon de 6,8 km menant à la route du Ienisseï. Il est prévu de remettre en état plus de 50 km de routes régionales sur la rive droite.

## Caractéristiques
Le pont qui traverse le grand fleuve sibérien qu'est le Ienisseï, est situé à 2 km en aval de la confluence de l'Angara dans l'Ienisseï. Il se trouve dans le raïon de Ienisseïsk, dans le kraï de Krasnoïarsk. Il se situe au sud de la ville de Lessossibirsk (rive ouest), au nord du village d'Abalakovo (rive ouest) et au sud du village de Vyssokogorski (rive est). Il s'agit du septième pont sur l'Ienisseï, et le plus septentrional d'entre eux. Le pont est connecté sur la rive gauche avec la route du Ienisseï, route reliant Krasnoïarsk à Ienisseïsk.
Ce pont mesure 1 196,10 mètres. Il traverse, avec une largeur de chaussée de 10 mètres et deux passages (piétons) de service de 0,75 mètres de large. C'est un pont en treillis, avec 10 travées au total (2 x 33 + 105 + 210 + 2 x 180 + 210 + 105 + 2 x 63 m).
Les travées de la rive gauche sont constituées de poutres préfabriquées en béton armé. La structure des travées rive droite sont en poutres continues métalliques.
Le pont est équipé d'un éclairage et d'alarmes.
- Longueur du pont :1 196,10 mètres
- Nombre de voies : 2
- Vitesse maximale : 80 km/h[11]

## Galerie

Vues du pont :
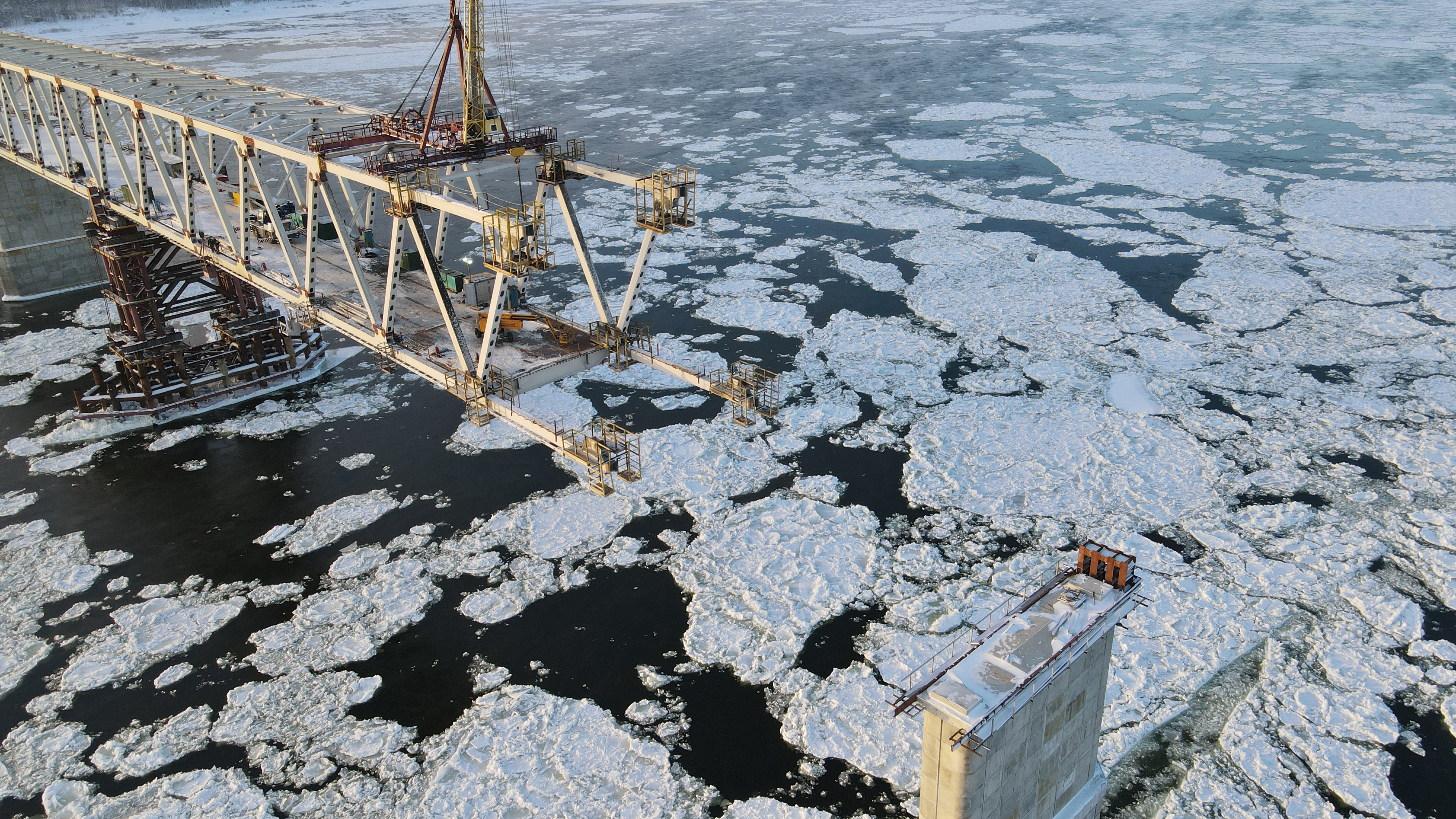
Le pont en construction le 1er décembre 2022.
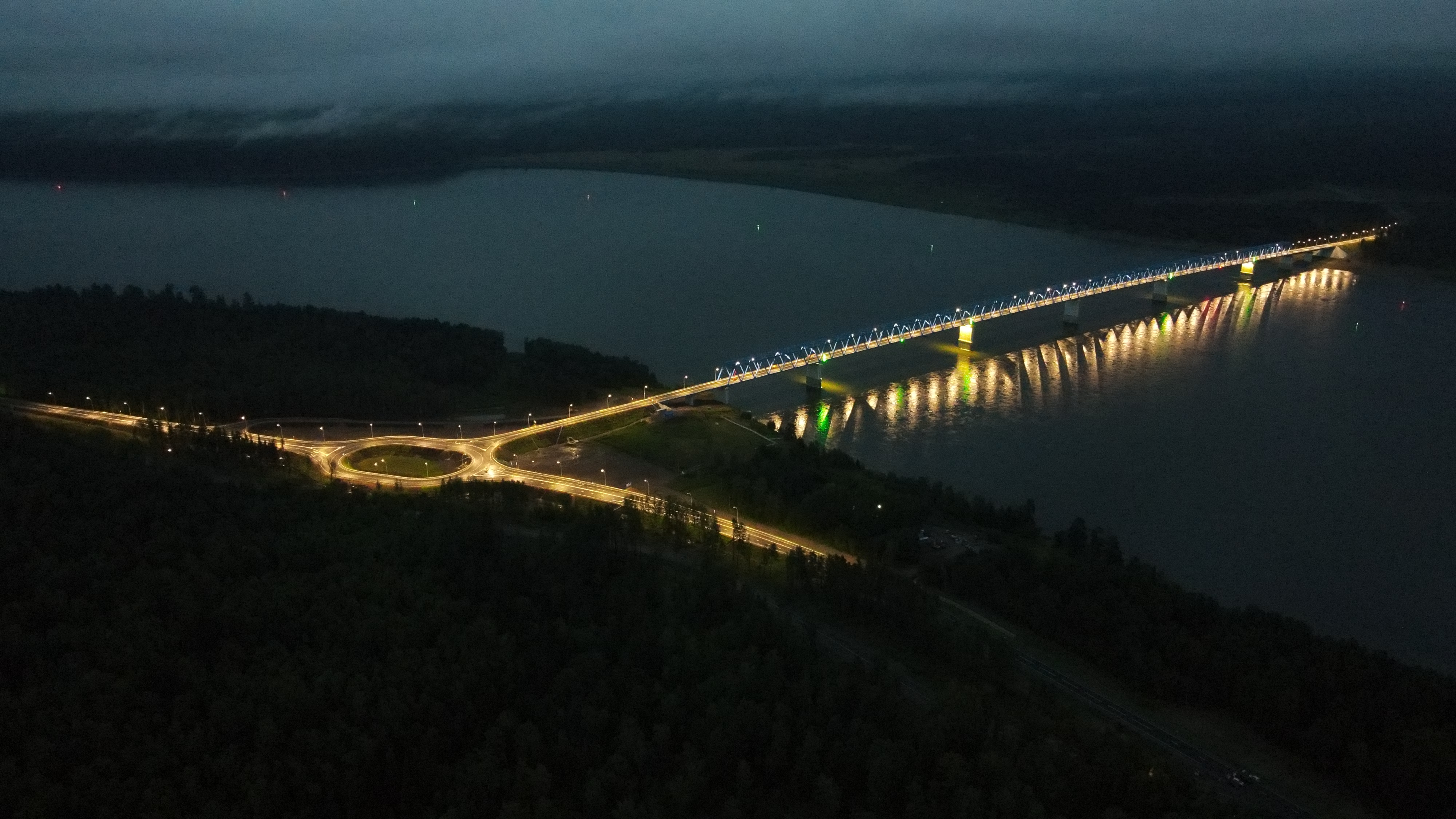
Le pont de nuit le 30 juillet 2023.
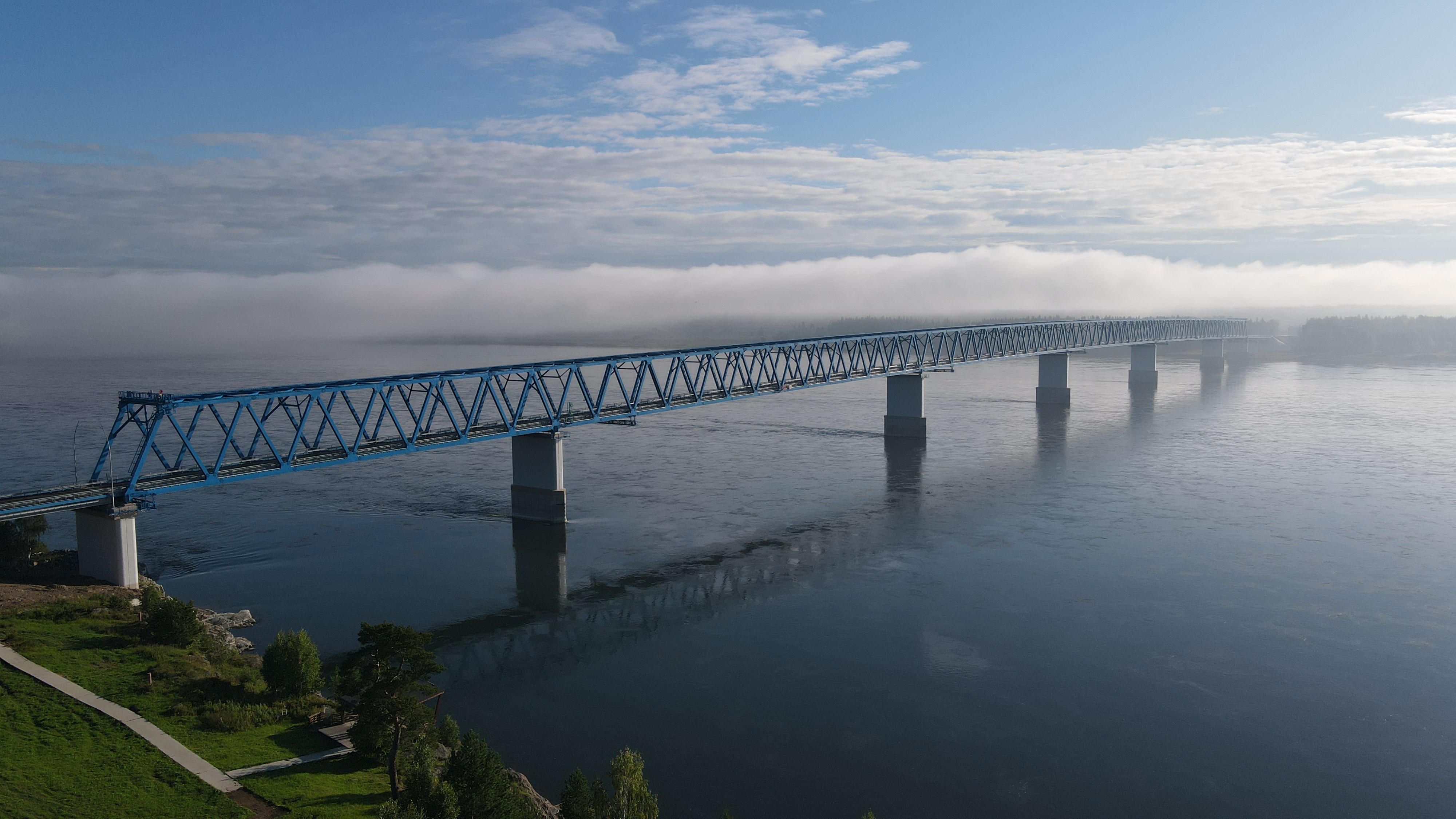
Le pont le 14 août 2023.